# Obraz Matki Bożej Bączalskiej

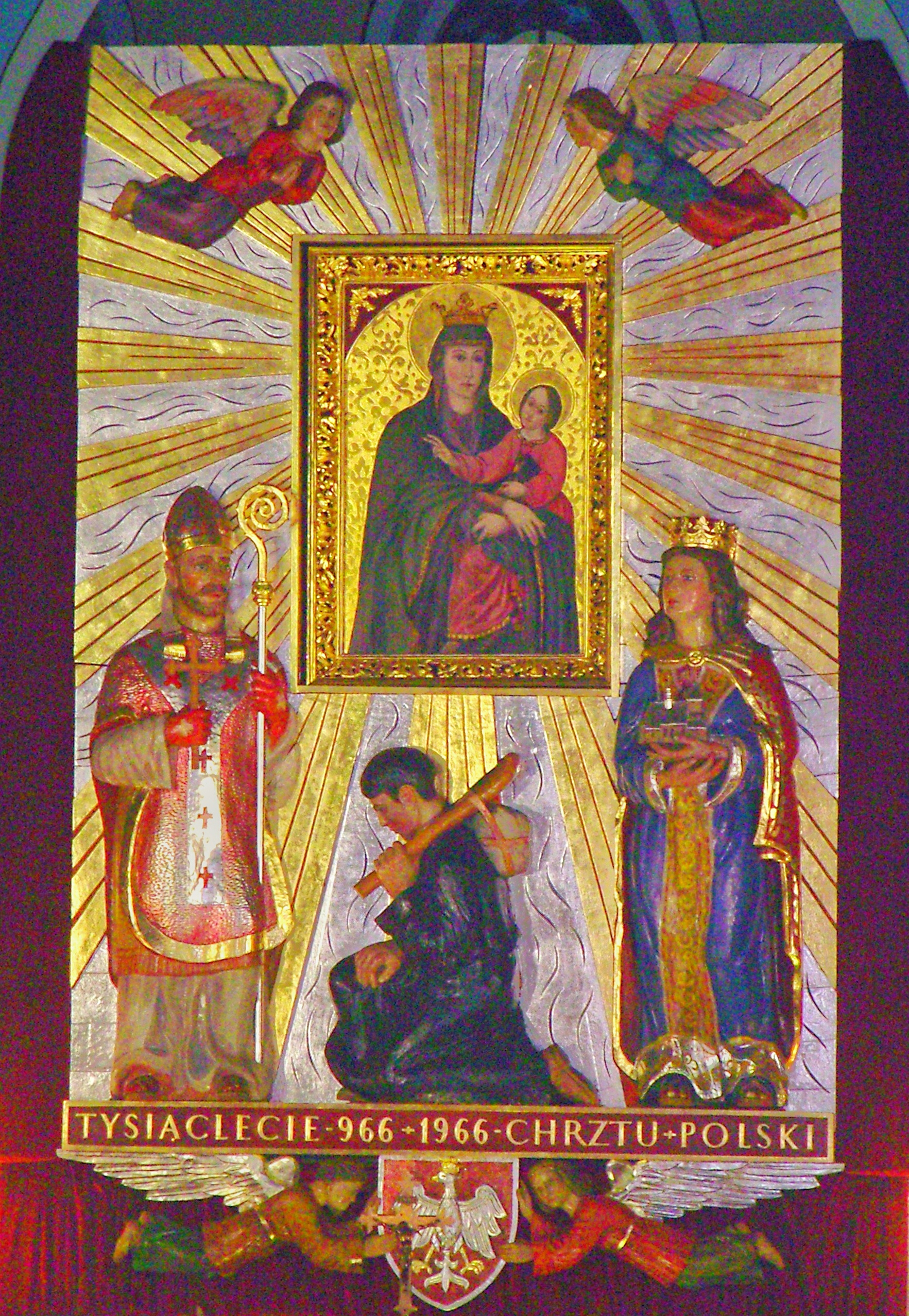
Retabulum z obrazem MB Bączalskiej

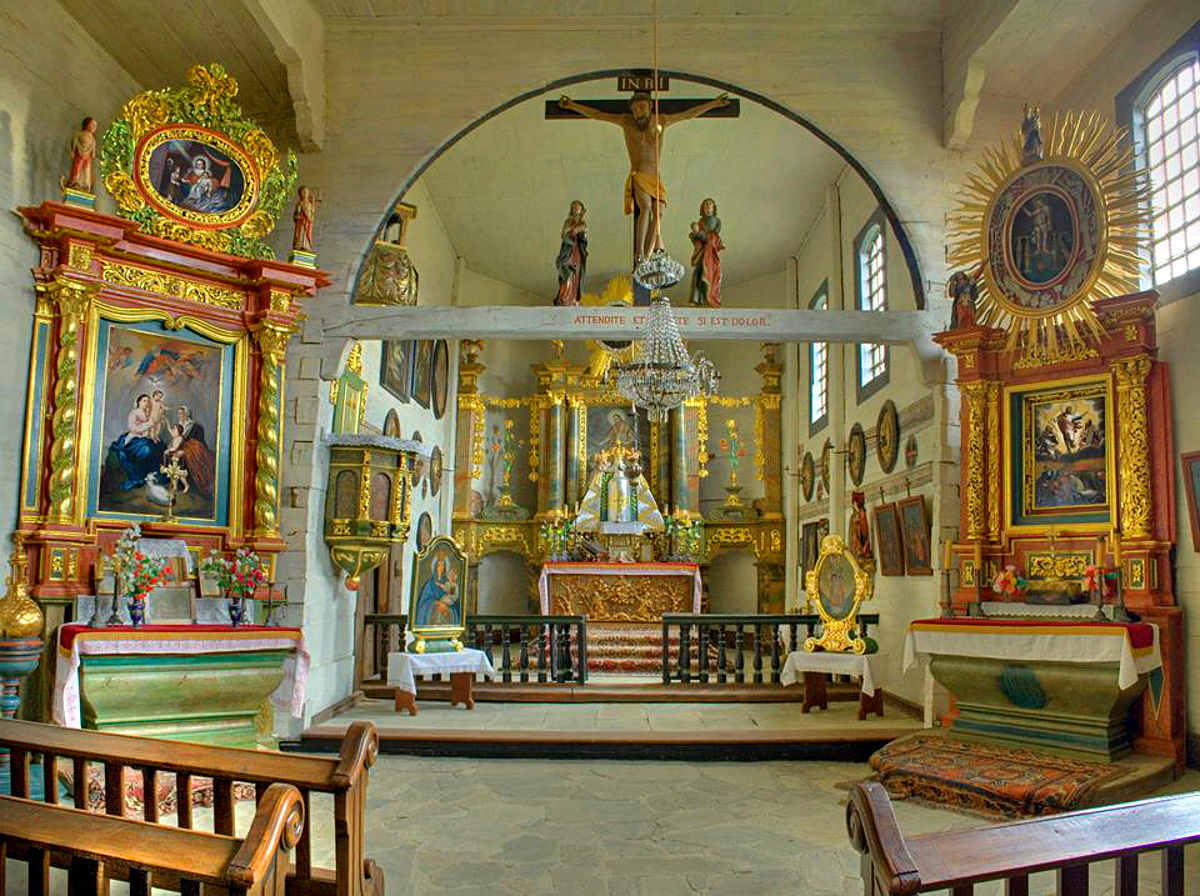
Feretron z wizerunkiem MB Bączalskiej – wnętrze kościoła św. Mikołaja, MBL Sanok

Matka Boża Bączalska – obraz przedstawiający Maryję z Dzieciątkiem w typie Hodegetrii, znajdujący się w nastawie ołtarza głównego kościoła Imienia Maryi w Bączalu Dolnym, otoczony kultem religijnym i uważany za cudowny.
Jedno z najcenniejszych dzieł pod względem artystyczno-historycznym chrześcijańskiego malarstwa tablicowego w Polsce.

## Historia
Przyjmuje się, że obraz powstał najprawdopodobniej w I połowie XVII wieku (w latach 1620-40), a może nawet w XVI wieku. Od 1667 do 1959 znajdował się w jednym z ołtarzy bocznych w drewnianym, gotyckim kościele pw. św. Mikołaja w Bączalu Dolnym. Od poświęcenia kościoła w 1959 i dedykacji Imieniu Maryi w roku jubileuszowym tysiąclecia Chrztu Polski (1966) obraz ten zajmuje centralne miejsce w ołtarzu głównym nowego kościoła parafialnego, wzniesionego w polskim stylu narodowym z elementami modernizmu. Otaczają go półplastyczne postaci aniołów i katolickich patronów Polski: św. Wojciecha, św. Jadwigi Śląskiej i św. Stanisława Kostki.
Patrząc na obraz można zauważyć, że został on namalowany na wzór podobnego obrazu znajdującego się w bazylice Matki Bożej Większej w Rzymie, obrazu Matki Bożej Śnieżnej (włos. Salus Populi Romani). Nieznany jest ani autor, ani pracownia w której został on wykonany. Do 1948 obraz zasłaniały sukienki wotywne, wykonane przypuszczalnie w XIX wieku z kawałków drewna lipowego i przyozdobione kolorowymi szkiełkami imitującymi brylanty. Poprzez zabieg usunięcia sukienek dokonany przez ks. prałata Stanisława Czernieca obraz odzyskał pierwotny wygląd. Restaurowany w Krakowie przed 1959 oraz konserwowany na przełomie 2015/2016.

## Opis obrazu
Obraz jest dalekim naśladownictwem ikony, biorącej swój początek z Konstantynopola. Jest typowym przedstawieniem obu postaci na obrazie: Maryi w typie półfigury, zasiadającej na tronie, która na swojej lewej ręce trzyma Dzieciątko Jezus.
Matka Boża przedstawiona jest w postawie stojącej w 3/4 postaci. Zamyślona postać Maryi ma wzrok skierowany w kierunku widza. Głowa i ramiona Matki Bożej przykryte są długim ciemnozielonym płaszczem (gr. maforion – symbol miłosierdzia) obrzeżonym misterną, złotą krajką spod którego widać karmazynową suknię. Obie dłonie Maryi krzyżują się ze sobą obejmując Dzieciątko podtrzymywane na lewym ramieniu. W lewej dłoni Maryi widoczna jest zielona chusta (gr. mappula). Charakterystyczną cechą prezentacji Maryi jest układ rozchylonych palców jej dłoni. Maryja udekorowana jest koroną.
Dzieciątko ubrane jest w długą czerwoną sukienkę (gr. chiton), spod której widnieją Jego bose stopy. Wzrok Dzieciątka skierowany jest na Maryję. Jego prawa rączka ze złączonymi dwoma palcami, które w tradycji bizantyjskiej symbolizują dwie natury Chrystusa – boską i ludzką uniesiona jest w geście błogosławieństwa, a lewa podtrzymuje zamkniętą księgę, odwróconą tyłem do obserwującego widza. Zarówno głowę Maryi jak i Dzieciątka Jezus zdobią koliste aureole – nimby.
Jego ruchomą zasłonę, opuszczaną głównie w czerwcu, który poświęcony jest Najświętszemu Sercu Pana Jezusa stanowi obraz pędzla krakowskiego malarza Aleksandra Trojkowicza pt: "Serce Jezusowe" namalowany w 1969 roku.

## Kult obrazu
Liczne modlitwy przez wiernych oraz doznane w ten sposób łaski i uzdrowienia przed obrazem – jak głosi tradycja – sprawiły, że wierni uznali go za łaskami słynący, umieszczając przed nim liczne wota, będące swoistym podziękowaniem. Filary bezpośrednio przy obrazie mieszczą wota dziękczynne ofiarowane przez parafian i pielgrzymów.
Przed obrazem wielokrotnie modlił się i podczas mszy prymicyjnej zawierzał swoje kapłaństwo ks. Stanisław Kołodziej – sługa Boży Kościoła katolickiego, męczennik in odium fidei, więzień obozów koncentracyjnych Auschwitz i Dachau, ofiara eksperymentów medycznych.
W związku z kultem obrazu, podobizna Matki Bożej Bączalskiej stanowi motyw jednego z witraży zdobiących okna w kościele parafialnym w Bączalu Dolnym, ufundowanych w latach 1993−1994 przez parafian i wykonanych we Wrocławiu.
Wizerunek Matki Bożej Bączalskiej zdobi jeden z zabytkowych feretronów, będących obecnie częścią ruchomości wyposażenia kościoła św. Mikołaja z Bączala Dolnego znajdującego się w Muzeum Budownictwa Ludowego w Sanoku.